# Aluno

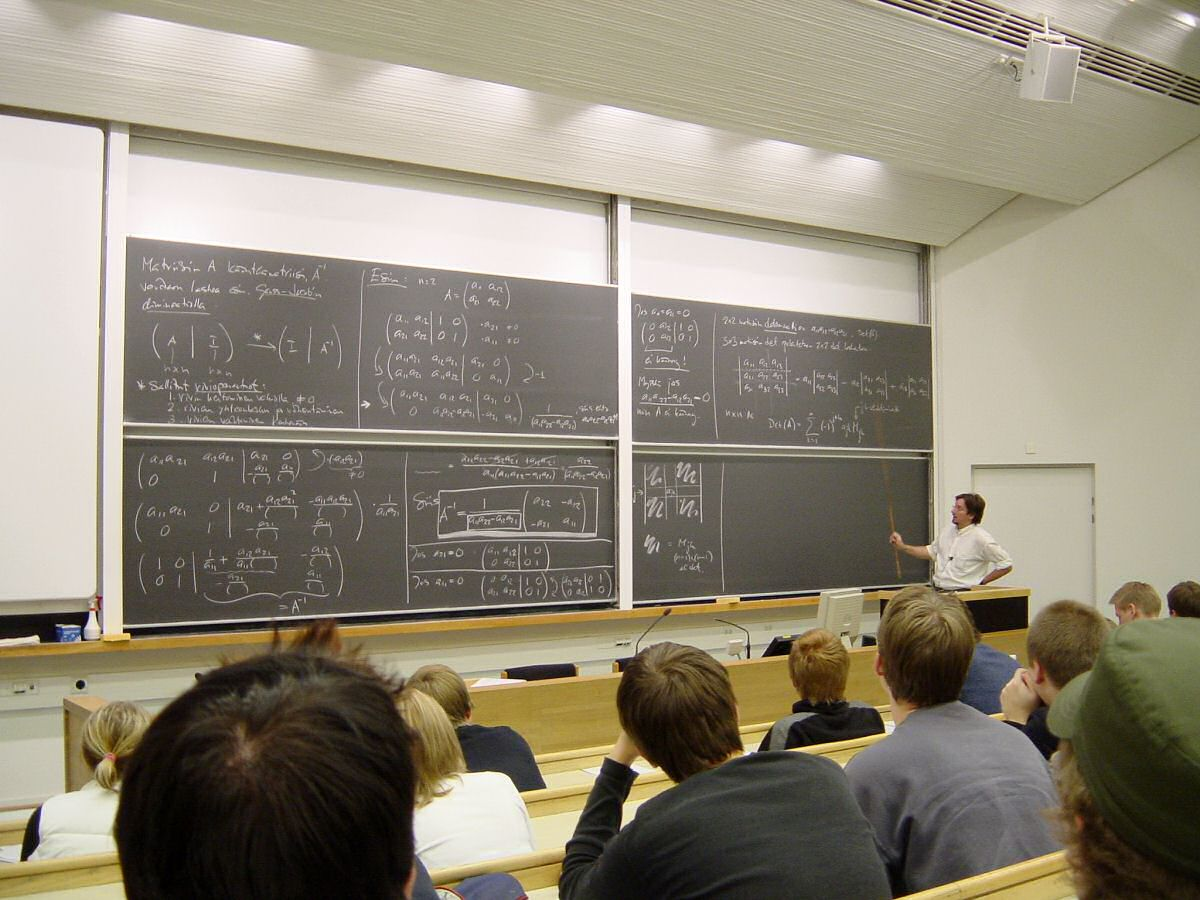
Alunos da Universidade de Helsinque.

Aluno (do latim alumnus), estudante ou discente é o indivíduo que recebe formação e instrução de um ou vários professores ou mestres para adquirir ou ampliar conhecimentos.

## Etimologia

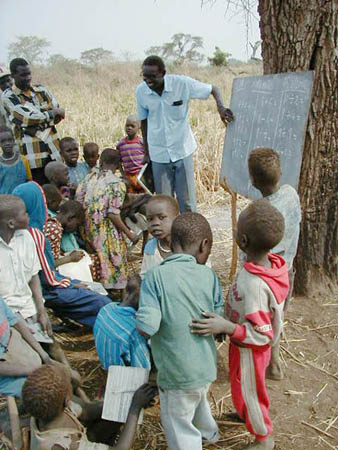
Alunos em área rural do Sudão, 2002.

O termo aluno significa literalmente criança de peito, lactente ou filho adotivo (do lat. alumnus, alumni, proveniente de alere, que significa “alimentar, sustentar, nutrir, fazer crescer”). Daí o sentido de que aluno é uma espécie de lactente intelectual. O termo aluno aponta, portanto, para a ideia de alguém que precisa ser alimentado e exige ainda cuidados de alguém que o oriente e/ou ensine.
Em sentido figurado ou metafórico, porém, aluno significa simplesmente “discípulo” ou “pupilo”, alguém que aprende coletivamente em estabelecimento de ensino pela mediação de um ou vários professores.
Algumas pessoas têm a crença errônea de que "aluno" em português tem a origem no latim a-luminus, ou seja, "a-" (negação) e "luminus" (luz): "sem luz", porém isso é considerado um mito, não tendo qualquer respaldo em estudos linguísticos e etimológicos.